# 小行星10218
小行星10218（10218 Bierstadt）是一颗绕太阳运转的小行星，为主小行星带小行星。该小行星于1997年9月29日发现。

## 轨道参数
小行星10218的轨道半长轴为2.3964937 UA，离心率为0.159。